# Daasdorf am Berge
Daasdorf am Berge är en ortsteil i staden Grammetal i Landkreis Weimarer Land i förbundslandet Thüringen i Tyskland. Daasdorf am Berge var en kommun fram till den 31 december 2019 när den uppgick i Grammetal. Kommunen Daasdorf am Berge hade 274 invånare 2019.